# Abraham bar Hiyya
Abraham bar Hiyya, noto anche come Abraham bar Hiyya ha-Nasi, Abraham ben Hiyya o Savasorda (Barcellona, 1070 – Provenza, 1136), è stato un filosofo, astronomo e matematico spagnolo.

## Biografia
Traduttore di opere di matematici arabi in latino, fu autore del libro Meditazione sull'anima (Higgayōn ha-Nefesh).
In alcune opere fu probabilmente assistito dall'amico Platone Tiburtino.